# V (album de Vanessa Hudgens)
Pour les articles homonymes, voir V.
Albums de Vanessa Hudgens
Identified
(2008)
V est le premier album solo de Vanessa Hudgens sorti en 2006. Vanessa a déclaré que le titre de l'album symbolisait bien entendu son prénom mais également le mot variété parce que l'album serait en quelque sorte un mixe de musiques pop, R&B, dance et de ballades. Elle a commencé à promouvoir son album lors de la tournée The Party's Just Begun Tour en rapport avec le téléfilm Les Cheetah Girls, mais également lors de la tournée de High School Musical.
Vanessa Hudgens est la première actrice issue du casting de High School Musical à avoir enregistré un album solo, et est la deuxième à avoir eu le plus de succès derrière Ashley Tisdale et son album Headstrong.

## Informations
L'album est sorti en tout premier aux États-Unis le 26 septembre 2006, sous différentes versions, contenant soit 13, soit 14 titres, cela variant selon les divers bonus qu'ils contenaient. Une édition avec vingt titres a vu le jour pour la sortie internationale le 28 novembre 2006. Enfin, la version japonaise, pour sa part, contient seize pistes et est sortie le 17 janvier 2007, alors que celle destinée au marché australien a été commercialisée le 17 mars 2007 n'en contient que douze.

## Réception
Au moment de sa sortie aux États-Unis, l'album a atteint la 24e place du Billboard 200 accumulant 34 000 copies écoulées dans la semaine. L'album s'est vue certifié disque d'or pour une mise en rayon de 500 000 CD à travers le pays et s'est écoulé à un total de 570 000 aux US. Mondialement, l'album s'est écoulé à plus de 870 000 exemplaires. L'album a été élu 7e meilleur album de l'année 2007 par les lecteurs de billboard magazine. V est le 2e album le plus vendu par un membre du cast de High School Musical.

## Crédits et personnels
- Chant: Vanessa Hudgens

## Liste des pistes de l'album
| #   | Titre                                             | Durée |
| --- | ------------------------------------------------- | ----- |
| 1.  | Come Back to Me (Armato, James, Beckett, Crowley) | 2:47  |
| 2.  | Let Go (Bojanic, Hooper, Levan)                   | 2:48  |
| 3.  | Say Ok (Birgisson, Kotecha)                       | 3:41  |
| 4.  | Never Underestimate a Girl (Gerrard, Nevil)       | 3:03  |
| 5.  | Let's Dance (Gerrard, Jeberg, Benenate)           | 2:53  |
| 6.  | Drive (Haywood, Norland)                          | 3:25  |
| 7.  | Afraid (James, Haywood, Spalter)                  | 3:17  |
| 8.  | Promise (James, Haywood, Peiken)                  | 3:16  |
| 9.  | Whatever Will Be (Kotecha, Falk, Shultze)         | 3:47  |
| 10. | Rather Be with You (Bojanic, Hooper)              | 3:34  |
| 11. | Psychic (Vieira)                                  | 3:01  |
| 12. | Lose Your Love (Vieira)                           | 3:01  |
| +   | Don't Talk (Titre bonus)                          | 2:35  |
| +   | Make You Mine (Titre bonus)                       | 3:40  |
| +   | Too Emotional (Titre bonus)                       | 2:50  |
| +   | Drip Drop (Titre bonus)                           | 3:32  |

## Classement des ventes
| Pays        | Meilleure position |
| ----------- | ------------------ |
| Argentine   | 46                 |
| Brésil      | 10                 |
| États-Unis  | 24                 |
| France      | 59                 |
| Irlande     | 77                 |
| Italie      | 42                 |
| Royaume-Uni | 71                 |
| Venezuela   | 29                 |